# Lespesia clavipalpis
Lespesia clavipalpis là một loài ruồi trong họ Tachinidae.